# Lillegrund
Lillegrund er en gade på Amager i Københavns Kommune. Gaden er opkaldt efter grunden Lillegrund i den sydlige del af Øresund (se nedenfor). Gaden er beliggende mellem Kastrupvej og Kirkegårdsvej og grænser mod syd op til Sundby Kirkegård, mens den mod nord grænser op til kolonihaver og Københavns største legeplads. Rækkehusbebyggelse opført i 2002/03 er af betydelig arkitektonisk interesse. Gaden er opkaldt efter en lokalitet i Øresund.
|  | Denne artikel om en bygning eller et bygningsværk kan blive bedre, hvis der indsættes et (bedre) billede. Du kan hjælpe ved at afsøge Wikimedia Commons for et passende billede eller lægge et op på Wikimedia Commons med en af de tilladte licenser og indsætte det i artiklen. |

55°39′28.89″N 12°36′45.14″Ø / 55.6580250°N 12.6125389°Ø